# کاکتوس سنیتا
کاکتوس سنیتا (نام علمی: Pachycereus schottii) نام یک گونه از سرده اسپندارهای ستبر است.